# 康拜拉克
康拜拉克（法語：Cambayrac，法語發音：[kɑ̃bɛʁak]）是法国洛特省的一个市镇，属于卡奥尔区。

## 地理
康拜拉克（44°25'39"N, 1°17'6"E）面积7.39 平方千米，位于法国奧克西塔尼大區洛特省，该省份为法国西南部内陆省份，北起顺时针与科雷兹省、康塔爾省、阿韦龙省、塔恩-加龙省、洛特-加龍省和多尔多涅省接壤。
与康拜拉克接壤的市镇（或旧市镇、城区）包括：阿尔巴斯、圣樊尚里沃多尔特、索泽、特雷斯普拉谢勒、维勒塞克。

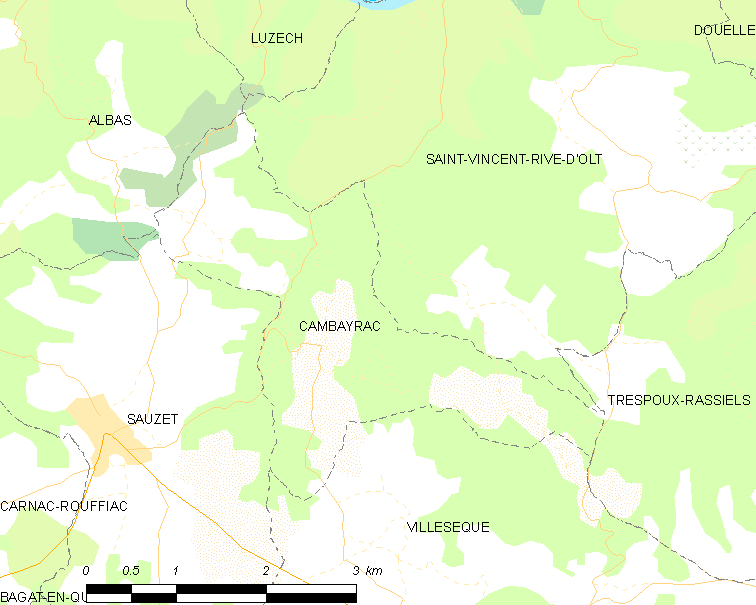
康拜拉克的OSM定位图

康拜拉克的时区为UTC+01:00、UTC+02:00（夏令时）。

## 行政
康拜拉克的邮政编码为46140，INSEE市镇编码为46050。

## 政治
康拜拉克所属的省级选区为吕泽什县。

## 人口

1962-2008年间康拜拉克人口变化图示

康拜拉克于2022年1月1日时的人口数量为135人。